# Kościół i klasztor Dominikanów w Choroszczy
Kościół i klasztor Dominikanów w Choroszczy – kościół parafialny pw. św. Jana Chrzciciela i św. Szczepana M. 

## Historia

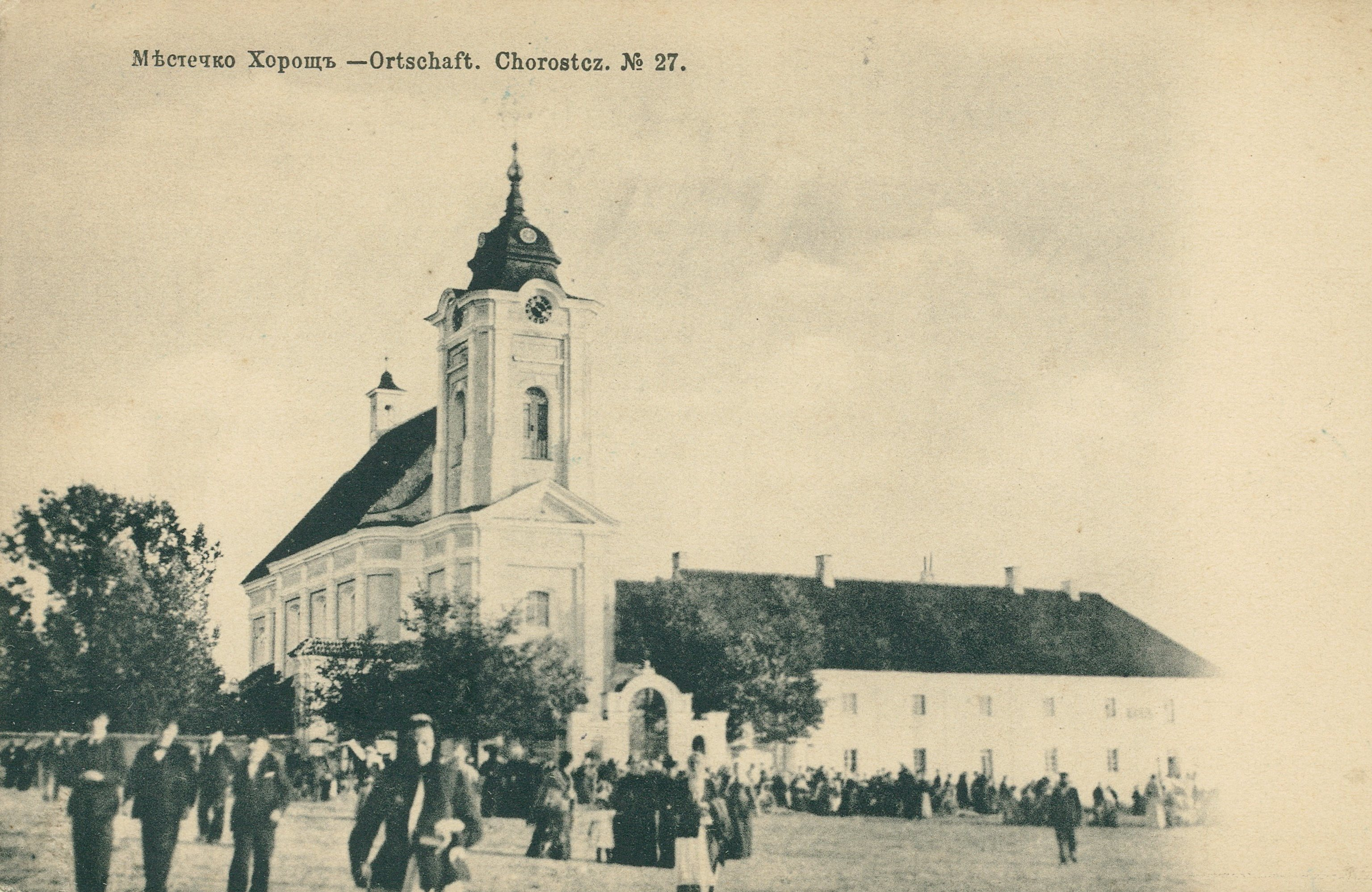
Kościół około 1904

Dominikanów sprowadził do Choroszczy w 1654 roku wojewoda trocki Mikołaj Stefan Pac herbu Gozdawa, wznosząc dla nich klasztor z 12 celami. Dominikanie sprawowali opiekę nad tutejszym sanktuarium Matki Bożej i prowadzili przyklasztorną szkołę. Obchodzony przez nich doroczny odpust na św. Dominika stał się przyczyną organizowania równolegle corocznego jarmarku w należącym wówczas do Wielkiego Księstwa Litewskiego mieście. Szacuje się, że do czasu zamknięcia w 1832 roku klasztoru przez władze carskie w ramach represji za udział choroszczan w powstaniu listopadowym, odbyło się maksymalnie 177-178 jarmarków. 
Obecny, późnobarokowy kościół zakonny, nieco przeniesiony w stosunku do dawnego, został zbudowany w latach 1753–1756, z fundacji Jana Klemensa Branickiego, według projektu architekta Jana Henryka Klemma, przy udziale budowniczych Józefa Sękowskiego i Ignacego Purzyckiego. 
Kościół został spalony w 1938 r., zniszczony 1941–1944, odbudowano go po 1945. Obok kościoła znajduje się klasztor, zbudowany w 1763 r., kostnica (kaplica) i ogrodzenie pochodzące z tego samego okresu. 

## Architektura
Kościół to budowla jednonawowa o sklepieniu kolebkowym (w zakrystii i kruchcie zachodniej - występuje sklepienie krzyżowe). Wnętrze budowli ma charakter rokokowy. Świątynia posiada także kwadratową wieżę. 

## Galeria

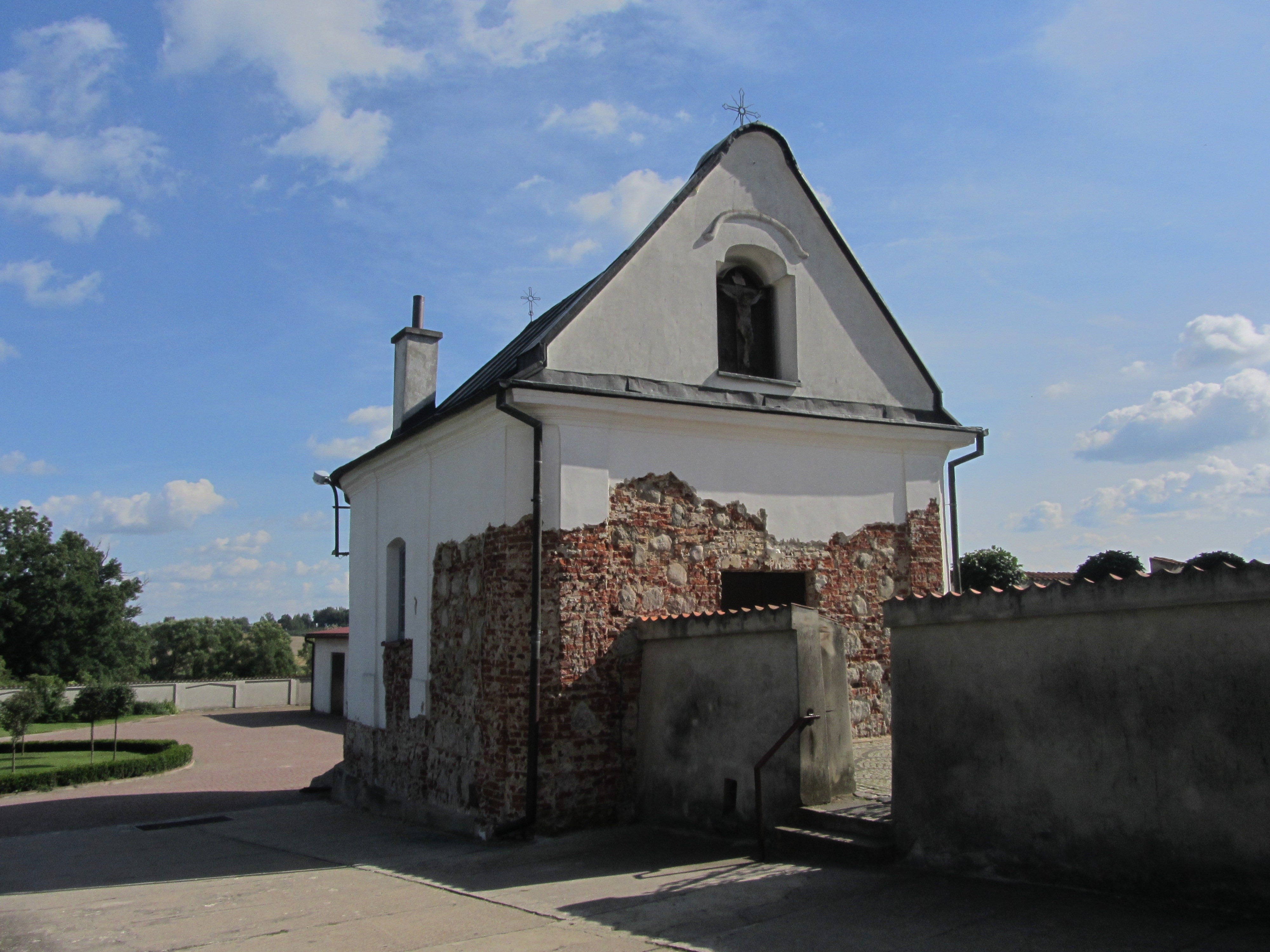
XVIII-wieczna kaplica przy kościele
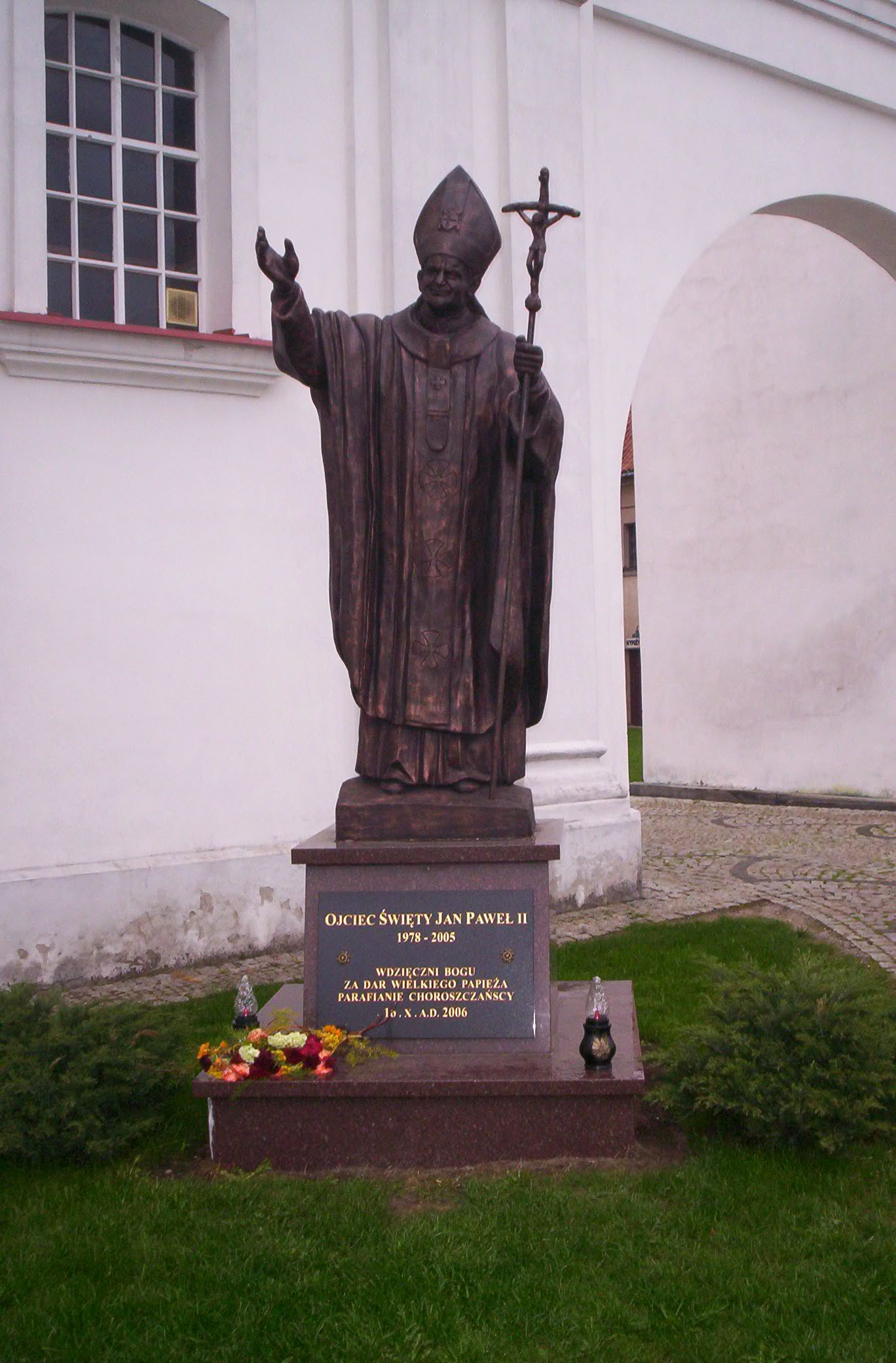
Pomnik Jana Pawła II przy kościele
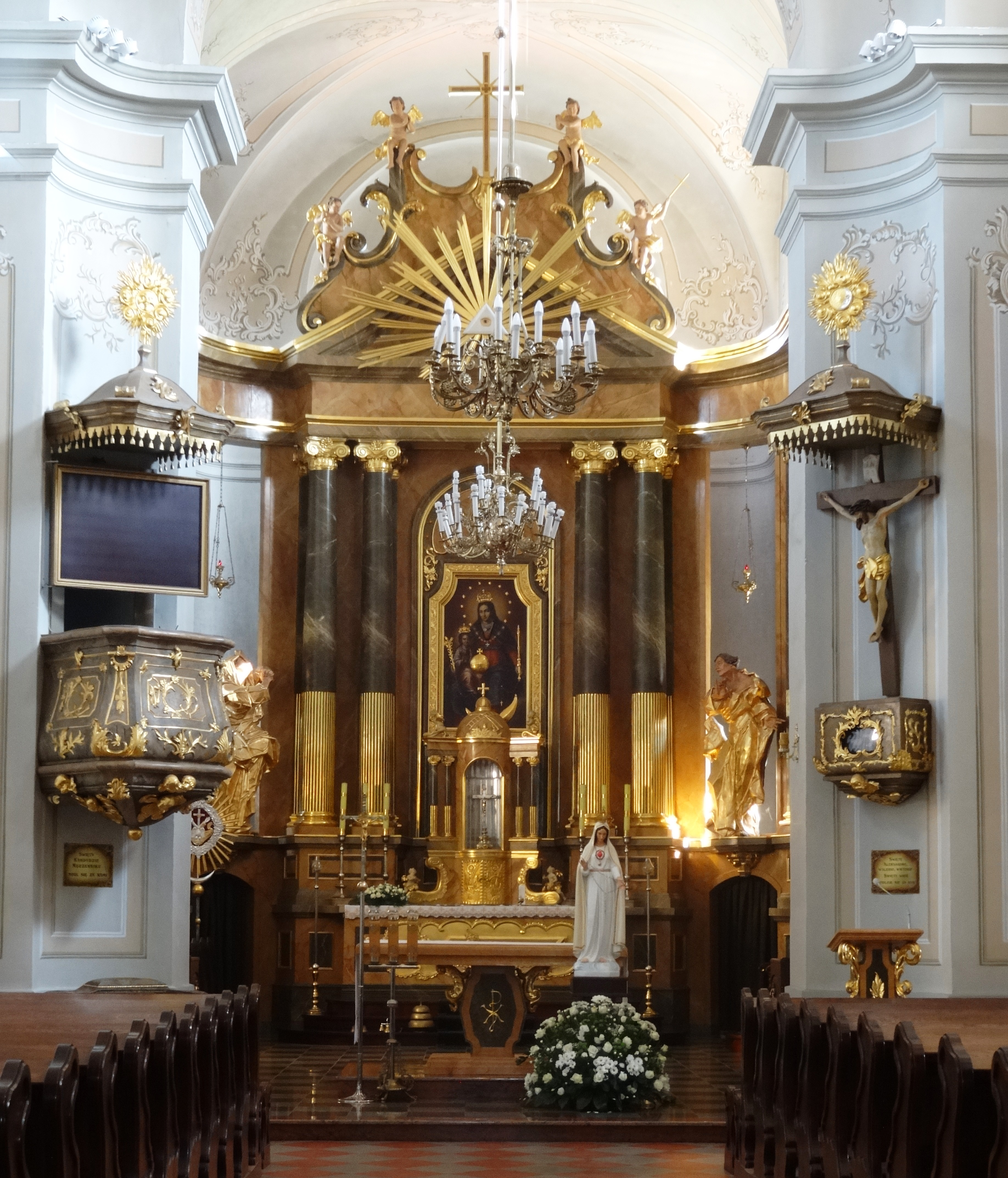
Ołtarz